# Dasypogon bacescui
Dasypogon bacescui là một loài ruồi trong họ Asilidae. Dasypogon bacescui được Weinberg miêu tả năm 1979. Loài này phân bố ở vùng Cổ Bắc giới.